# واکون جانکشن (آیووا)
واکون جانکشن (به انگلیسی: Waukon Junction) یک منطقهٔ مسکونی در ایالات متحده آمریکا است که در آیووا واقع شده‌است. واکون جانکشن ۱۹۳٫۸۶ متر بالاتر از سطح دریا واقع شده‌است.